# حملة - المركز العربي لتطوير الإعلام الاجتماعي
حملة - المركز العربي لتطوير الإعلام الاجتماعي هي مؤسسةٌ أهليةٌ غيرُ ربحيةٍ فلسطينية تأسست عام 2013 بواسطة نديم ناشف ولورا حوا ومنار يعقوب. يهدف المركز إلى تمكين المجتمع المدني الفلسطيني والعربي من المناصرة الرقمية عبر بناء القدرات المهنية والدفاع عن الحقوق الرقمية وبناء الحملات الإعلامية المُؤثرة. يُركّز المركز مشاريعه ومبادراته في ثلاثة مجالاتٍ أساسية، وهي التدريب والمُرافعة والحملات.
عمل مركز حملة على تنفيذ «منتدى فلسطين للنّشاط الرقميّ» ابتداءً من عام 2017، حيث يهدف إلى العمل على حماية الحقوق الرقمية الفلسطينية عبر تنفيذ نقاشٍ حول التحديات التي يواجهها المجتمع الفلسطيني والنشاطين الرقميين العاملين على القضية الفلسطينية، بالإضافة لتوفير مساحة لتبادل التجارب والخبرات المختلفة، مع التعاون لإيجاد حلول من خلال ربط عمل المنظمات والحركات الشعبية المحلية مع نظيراتها الدولية.

## وصلات خارجية
- الموقع الرسمي